# Mashiho Chiri
Mashiho Chiri (知里 真志保, Noboribetsu, 24 de fevereiro de 1909 — , 9 de junho de 1961) foi um antropólogo e linguista japonês do grupo étnico aino, responsável pela criação de diversos dicionários aino-japoneses.

## Biografia
Nascido a 24 de fevereiro de 1909, na localidade de Noboribetsu, situada na ilha japonesa de Hocaido, Mashiho era irmão de Yukie Chiri e sobrinho de Imekanu. Embora estas fossem falantes nativas da língua ainu, Chiri não a tinha como língua materna. Ele aprendeu as línguas japonesa e aino quando estava no ensino secundário.
Chiri cursou o Liceu Muroran Sakae, em Hocaido. Apesar das notas académicas elevadas, ele não tinha dinheiro para pagar a universidade, e posteriormente trabalhou num gabinete governamental. Kyōsuke Kindaichi admirou o esforço de Chiri, e o convidou para se hospedar na sua casa e estudar no Liceu Superior do Japão (第一高等学校). Chiri aceitou a oferta de Kindaichi, e licenciou-se em 1933. Posteriormente, Mashiho estudou na Universidade Imperial de Tóquio, tendo licenciado-se em letras em 1937. Ele foi o primeiro aino a ingressar numa universidade. Ele obteve o mestrado na mesma universidade. Chiri lecionou num liceu feminino e foi investigador de um museu em Karafuto durante três anos, antes de assumir um cargo temporário na Universidade de Hocaido em 1943. Tornou-se professor catedrático em 1947, e doutorou-se a 22 de dezembro de 1954.

## Língua ainu
O trabalho académico de Chiri centrava-se na língua ainu. Em 1954, foi galardoado com o Prémio Asahi por escrever um dicionário sobre a língua aino. Trabalhou em conjunto com Yamada Hidezo no estudo dos nomes de localidades em aino, tendo elaborado um dicionário com os nomes de lugares em ainu que ajudou a compreender melhor a sua linguística em Hocaido.
Chiri também traduziu textos para a língua ainu que foram transmitidos oralmente, visto que os ainos não possuíam uma linguagem escrita. O seu estilo de tradução tinha como objetivo refletir a natureza performativa de como as histórias eram contadas, e ele fez isso escrevendo-as em japonês coloquial e improvisando palavras como "vagina" e "ejaculação" do alemão para evitar problemas como a censura, embora ambas tenham sido escritas com o uso do katakana nas suas traduções. Esse estilo foi criticado mais tarde por outros estudiosos por resumir conteúdos e acrescentar novas frases, e alguns destes traduziram de outra forma o seu trabalho num estilo mais tradicional.